# 現存しない星座

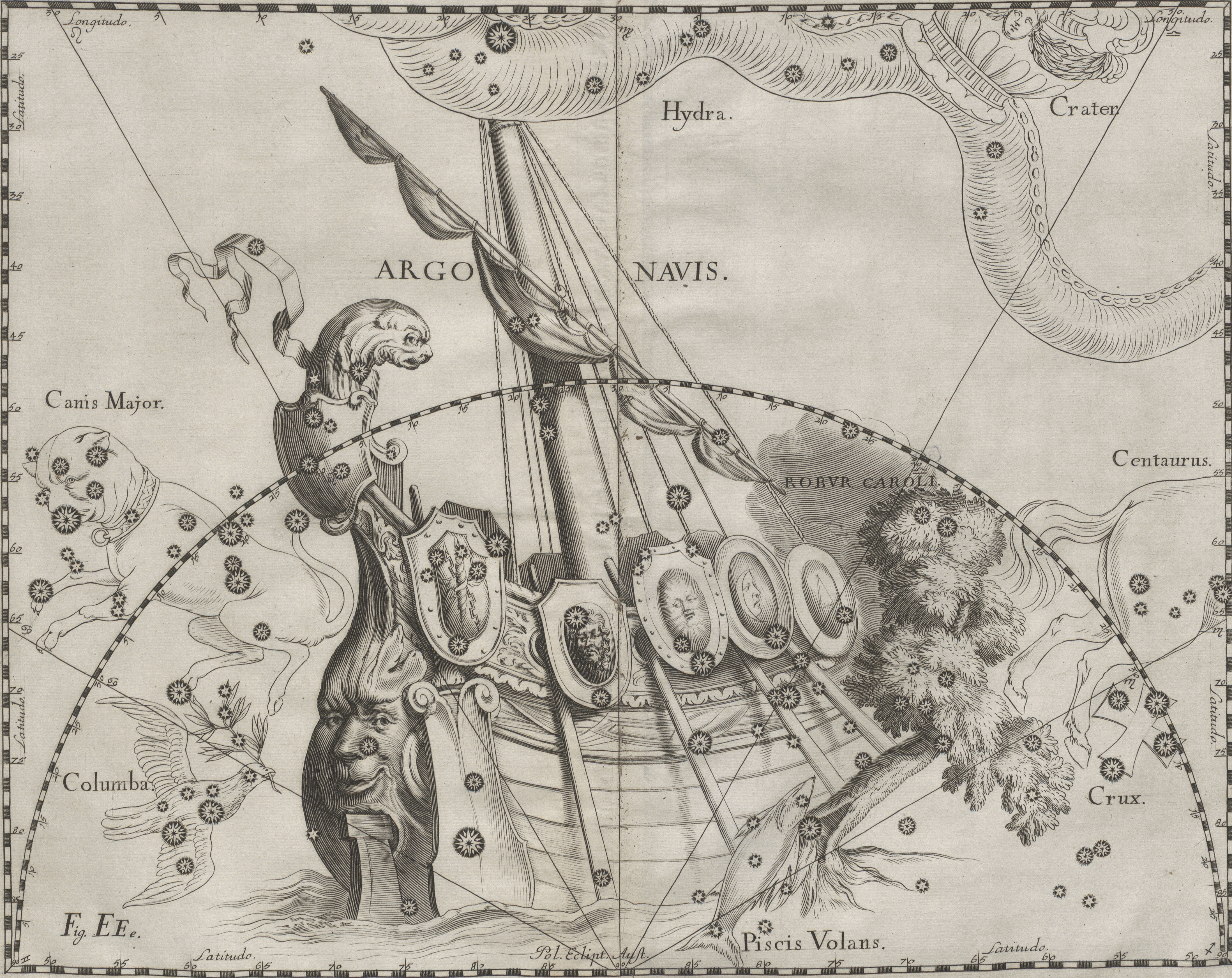
現存しない星座の一つ、アルゴ座

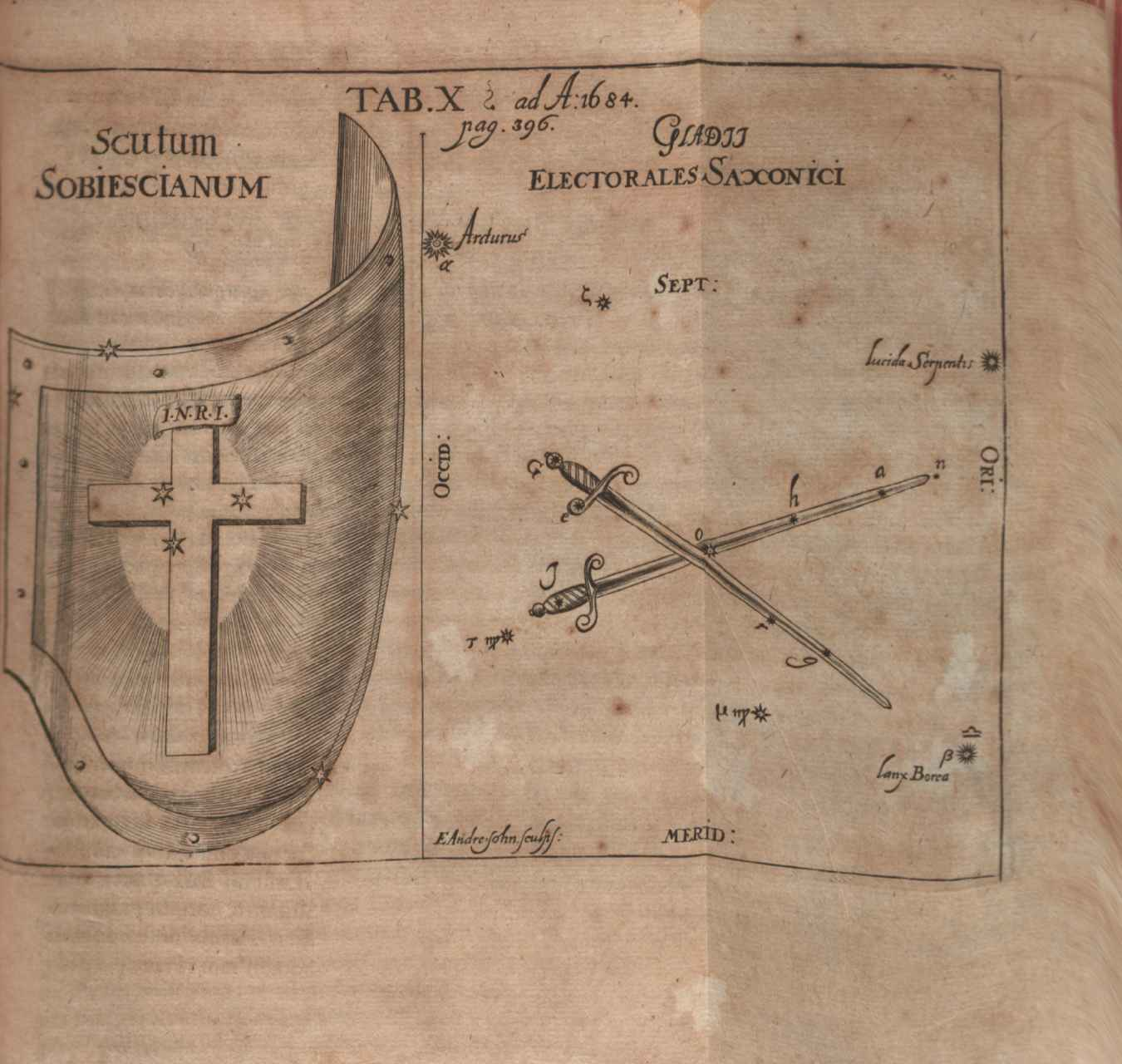
1684年のActa Eruditorumに掲載されたGladii Electorales Saxonici

現存しない星座（げんそんしないせいざ）では、様々な理由により星座として認識されなくなった、または国際天文学連合（IAU）の公式の星座に採用されなかった、歴史的な星座について説明する。1930年以前、これらの現存しない星座の多くは、少なくとも1つ以上の国や文化で伝統的なものだった。その中には、数十年しか続かなかったものもあれば、何世紀にもわたって言及されたものもあった。それらの全ては、現在では古典的または歴史的価値をだけを持つものと認識されている。現存しない星座の多くは、物、人、あるいは神話や実在の生き物の名前にちなむ複雑なラテン語名を持っていた。扱いにくい名前を持つ星座は便宜上短縮された。例えば、Scutum SobiescianumはScutum（たて座）に、Mons MensaeはMensa（テーブルさん座）に、Apparatus SculptorisはSculptor（ちょうこくしつ座）に省略された。
北半球の空の現存しない星座のいくつかは、伝統的な明るい星座の間の隙間を埋めるためだけに作られた。南半球の空では、赤道以南に到達した航海者によって15世紀ごろから新しい星座が作られるようになった。イギリス、フランス、オランダ、ドイツ、イタリアなどのヨーロッパ諸国は、自分たちが作った星座を普及させようとした。異なる星座の間で領域が重なり同じ星を含む場合もあった。これらの星座は、古い本、星図、星表によく見られる。
現代の88個の星座の名称と略称は1922年のIAU総会で認証され、星座の境界線はウジェーヌ・デルポルトの案を下に1930年に国際的な合意のもとでIAUによって標準化された。現存していない星座のほぼ全ては、境界に赤経と赤緯の線に従わない部分があるため、現代の星座と指定された境界が異なる。

## 著名な現存しない星座

### アルゴ座
アルゴ座 (Argo) あるいはアルゴ船座 (Argo Navis) は、トレミーの48星座の中で唯一公式の星座から除外された星座である。星座が大きすぎるため、りゅうこつ座、ほ座、とも座の3つに分割された。

### 壁面四分儀座
壁面四分儀座 (Quadrans Muralis) は1795年に作られ、現存する星座うしかい座とりゅう座の間に置かれた。しぶんぎ座流星群はこの星座にちなんで名付けられたものである。

### ブランデンブルクのおうしゃく座
エリダヌス座53番星は、かつて所属していたブランデンブルクのおうしゃく座 (Sceptrum Brandenburgicum) から、王笏を意味するSceptrumの別名で呼ばれている。

## 現存しない星座の一覧
| 日本語名                   | ラテン語名                  | 意味                                                                                 | 作成年      | 作成者                                        | 備考                                                                                  |
| -------------------------- | --------------------------- | ------------------------------------------------------------------------------------ | ----------- | --------------------------------------------- | ------------------------------------------------------------------------------------- |
| アンティノウス座           | Antinous                    | アンティノウス                                                                       | 132年       | ハドリアヌス                                  |                                                                                       |
| 蜜蜂座（北天）             | Apes                        | 蜜蜂                                                                                 | 1612年      | ペトルス・プランシウス                        | ヤコブス・バルチウスにより雀蜂→蠅と変更され、ジェミーソン星図でMusca Borealisとされる |
| 蜜蜂座（南天）             | Apis                        | 蜜蜂                                                                                 | 1598年      | ペトルス・プランシウス                        | みなみばえ座（省略してはえ座）に改称                                                  |
| アルゴ座                   | Argo Navis                  | アルゴー船                                                                           | 2世紀       | プトレマイオス                                | りゅうこつ座、ほ座、とも座に分割                                                      |
| ロバ座、飼い葉桶座         | Asselli, Praesepe           | ディオニューソスのロバと飼い葉桶                                                     | 紀元前3世紀 | アラトス                                      | ロバ座は現在のかに座γ星とかに座δ星。飼い葉桶座は現在のプレセペ星団                    |
| ボルタ電池座               | Battery of Volta            | ボルタ電池                                                                           | 1807年      | トマス・ヤング                                |                                                                                       |
| 子蟹座                     | Cancer Minor                | 小さいカニ                                                                           | 1613年      | ペトルス・プランシウス                        |                                                                                       |
| カプラ、ハエディ           | Capra, Haedi                | 山羊・アマルテイアとその子                                                           | 紀元前3世紀 | アラトス                                      | カプラはカペラと周辺の星。ハエディはぎょしゃ座ζ星、ぎょしゃ座η星                      |
| ケルベルス座               | Cerberus                    | ケルベロス                                                                           | 1690年      | ヨハネス・ヘヴェリウス                        |                                                                                       |
| フィルミアンの冠座         | Corona Firmiana             | かんむり座をザルツブルク大司教レオポルト・アントン・フォン・フィルミアンを讃えて改称 | 1730年      | Corbinianus Thomas                            |                                                                                       |
| 監視者メシエ座             | Custos Messium              | シャルル・メシエを讃えたもの                                                         | 1775年      | ジェローム・ラランド                          |                                                                                       |
| デルタ座                   | Deltoton                    | さんかく座の旧名                                                                     | 1540年      | ペトルス・アピアヌス                          |                                                                                       |
| 猫座                       | Felis                       | ネコ                                                                                 | 1799年      | ジェローム・ラランド                          |                                                                                       |
| フリードリヒの栄誉座       | Frederici Honores           | フリードリヒ大王を讃えて                                                             | 1787年      | ヨハン・ボーデ                                |                                                                                       |
| 雄鶏座                     | Gallus                      | 雄鶏                                                                                 | 1613年      | ペトルス・プランシウス                        |                                                                                       |
|                            | Gladii Electorales Saxonici | ザクセン選帝侯領の紋章の交差した剣                                                   | 1684年      | ゴットフリート・キルヒ                        |                                                                                       |
| 軽気球座                   | Globus Aerostaticus         | 軽気球                                                                               | 1798年      | ジェローム・ラランド                          |                                                                                       |
| ヨルダン座                 | Jordanus                    | ヨルダン川                                                                           | 1613年      | ペトルス・プランシウス                        |                                                                                       |
|                            | Leo Palatinus               | ライン宮中伯カール・テオドールとその妻エリーザベト・アウグステを称えるライオン       | 1785年      | Karl-Joseph König                             |                                                                                       |
| 測程索座                   | Lochium Funis               | 測程索                                                                               | 1801年      | ヨハン・ボーデ                                | 1888年にEliza A. BowenがLinea Nauticaに改称                                           |
| ゆり座                     | Lilium                      | フルール・ド・リス                                                                   | 1679年      | オギュスタン・ロワーエ、Ignace-Gaston Pardies |                                                                                       |
|                            | Linum Piscium               | 魚を結ぶ線                                                                           | 1590年      | トーマス・フッド                              | 1801年にボーデによってLinum AustrinumとLinum Boreumから改称。Lineolaとしても知られる  |
| 電気機械座                 | Machina Electrica           | 摩擦起電機とライデン瓶                                                               | 1800年      | ヨハン・ボーデ                                |                                                                                       |
| 帆柱座                     | Malus                       | マスト                                                                               | 1844年      | ジョン・ハーシェル                            |                                                                                       |
| 大理石の彫刻座             | Marmor Sculptile            | 大理石の彫刻                                                                         | 1810年      | William Croswell                              | コロンブスの胸像                                                                      |
| マエナルス山座             | Mons Maenalus               | メナロ山                                                                             | 1690年      | ヨハネス・ヘヴェリウス                        |                                                                                       |
| 北蠅座                     | Musca Borealis              | 北のハエ                                                                             | 1822年      | アレクサンダー・ジェイミソン                  |                                                                                       |
| 梟座                       | Noctua                      | フクロウ                                                                             | 1822年      | アレクサンダー・ジェイミソン                  |                                                                                       |
| 印刷室座                   | Officina Typographica       | 印刷室                                                                               | 1801年      | ヨハン・ボーデ                                |                                                                                       |
| フラミンゴ座               | Phoenicopterus              | フラミンゴ                                                                           | 17世紀初頭  | ペトルス・プランシウス/Paul Merula            | つる座の旧称                                                                          |
|                            | Piscis Notus                |                                                                                      | 紀元前3世紀 | アラトス                                      |                                                                                       |
| ポロフィラックス           | Polophylax                  | 天の南極の守護者                                                                     | 1592年      | ペトルス・プランシウス                        |                                                                                       |
| 帝国宝珠座                 | Pomum Imperiale             | レオポルト1世の宝珠                                                                  | 1688年      | ゴットフリート・キルヒ                        |                                                                                       |
| パエトーン座               | Phaethon                    | パエトーン                                                                           | 中世        | アラトス/ガイウス・ユリウス・ヒュギーヌス     |                                                                                       |
|                            | Pluteum                     | 胸墻                                                                                 | 1881年      | Richard Andree                                | がか座の旧称                                                                          |
| ジョージの琴座             | Psalterium Georgii          | ジョージ3世のプサルタリー                                                            | 1781年      | マクシミリアン・ヘル                          | ラランドによってHarp Georgiiに改称                                                    |
| 壁面四分儀座               | Quadrans Muralis            | 壁面四分儀                                                                           | 1795年      | ジェローム・ラランド                          |                                                                                       |
|                            | Quadratum                   | 菱形                                                                                 | 1706年      | Carel Allard                                  | レチクル座の旧称                                                                      |
|                            | Ramus Pomifer               | 実がなっているリンゴの枝                                                             | 1690年      | ヨハネス・ヘヴェリウス                        |                                                                                       |
| チャールズの樫の木座       | Robur Carolinum             | ロイヤル・オーク                                                                     | 1679年      | エドモンド・ハレー                            |                                                                                       |
| バラ座                     | Rosa                        | バラ                                                                                 | 1536年      | ペトルス・アピアヌス                          |                                                                                       |
| 南の矢座                   | Sagitta Australis           | 南の矢                                                                               | 1613年      | ペトルス・プランシウス                        |                                                                                       |
| ブランデンブルクの王笏座   | Sceptrum Brandenburgicum    | ブランデンブルク選帝侯の王笏                                                         | 1688年      | ゴットフリート・キルヒ                        |                                                                                       |
| おうしゃく座               | Sceptrum et Manus Iustitiae | 王笏と正義の手                                                                       | 1679年      | オギュスタン・ロワーエ                        |                                                                                       |
| モモンガ座                 | Sciurus Volans              | モモンガ                                                                             | 1810年      | William Croswell                              | 現在はきりん座の一部                                                                  |
| 蛇紋座                     | Serpentarius                | 大蛇紋                                                                               | 年不明      |                                               |                                                                                       |
| ウーラニアーの六分儀座     | Sextants Uraniae            | ウーラニアーの六分儀                                                                 | 1690年      | ヨハネス・ヘヴェリウス                        | ろくぶんぎ座(Sextans)の旧称                                                           |
|                            | Siren, Ceneus, Lang         | セイレーン、ラピテース族のカイネウス、オオハシ科                                     | 17世紀初頭  | 不明/ウィレム・ブラウ                         |                                                                                       |
| 日時計座                   | Solarium                    | 日時計                                                                               | 1822年      | アレクサンダー・ジェイミソン                  |                                                                                       |
| ヴェロニカのヴェール座     | Sudarium Veronicae          | ヴェロニカのヴェール                                                                 | 1643年      | Antoine Marie Schyrle de Rheita               |                                                                                       |
| 馴鹿座                     | Tarandus または Rangifer    | トナカイ                                                                             | 1736年      | ピエール・シャルル・ルモニエ                  |                                                                                       |
| ポニアトフスキーのおうし座 | Taurus Poniatovii           | ポニャトフスキの紋章の牡牛                                                           | 1777年      | マルチン・ポツォブト＝オドラニツキー          |                                                                                       |
|                            | Tarabellum and Vexillum     | ドリルと旗弁                                                                         | 12世紀      | マイケル・スコット                            |                                                                                       |
| ハーシェルの望遠鏡座       | Telescopium Herschelii      | ハーシェルの望遠鏡                                                                   | 1781年      | マクシミリアン・ヘル                          | 1801年にボーデによってTubus Herschelii Majorから改称                                  |
|                            | Tubus Herschelii Minor      | ハーシェルの反射望遠鏡                                                               | 1781年      | マクシミリアン・ヘル                          |                                                                                       |
| チグリス座                 | Tigris                      | チグリス川                                                                           | 1613年      | ペトルス・プランシウス                        |                                                                                       |
| 南極の三角座               | Triangulus Antarcticus      | みなみのさんかく座(Triangulum Australe)の旧称                                        | 1589年      | ペトルス・プランシウス                        |                                                                                       |
| 大三角座                   | Triangulum Majus            | 大きな三角                                                                           | 1690年      | ヨハネス・ヘヴェリウス                        | さんかく座の旧称                                                                      |
| 小三角座                   | Triangulum Minus            | 小さい三角                                                                           | 1690年      | ヨハネス・ヘヴェリウス                        |                                                                                       |
| つぐみ座                   | Turdus Solitarius           | チャイロコツグミ                                                                     | 1776年      | ピエール・シャルル・ルモニエ                  | 後にふくろう座に改称                                                                  |
| 壺座                       | Urna                        | みずがめ座の壺                                                                       | 1596年      | Zacharias Bornmann                            |                                                                                       |
| 雀蜂座                     | Vespa                       | スズメバチ                                                                           | 1624年      | ヤコブス・バルチウス                          | きたばえ座の旧称                                                                      |
| メカジキ座                 | Xiphias                     | メカジキ                                                                             | 年不明      |                                               |                                                                                       |